# Linia geodezyjna
Linia geodezyjna (krótko nazywana geodezyjną) – krzywa w przestrzeni metrycznej (ściślej: w G-przestrzeni), stanowiąca najkrótszą drogę pomiędzy dwoma punktami dostatecznie bliskimi. W sposób równoważny linie geodezyjne definiuje się jako krzywe o zerowej krzywiznie geodezyjnej. Dla przestrzeni euklidesowej geodezyjne są zwykłymi prostymi.

## Geodezyjne narozmaitościach riemannowskich

### Krzywizna
Należy odróżnić trzy różne pojęcia krzywizny tutaj używane:
1. Krzywizna (zewnętrzna) rozmaitości – jest to krzywizna rozmaitości obliczona z punktu widzenia przestrzeni, w której rozmaitość jest zanurzona. Np. krzywizna sfery zanurzonej w przestrzeni euklidesowej.
2. Krzywizna geodezyjna krzywej leżącej w rozmaitości, rozpatrywana z punktu widzenia geometrii wewnętrznej, tj. obowiązującej na tej rozmaitości (zwykle jest to geometria nieeuklidesowa). Np. koła wielkie sfery (jak równik czy południki) mają zerową krzywiznę geodezyjną.
3. Krzywizna (zewnętrzna) krzywej leżącej w rozmaitości, ale rozpatrywana z punktu widzenia przestrzeni w której rozmaitość jest zanurzona. Np. koła wielkie sfery mają niezerową krzywiznę w przestrzeni euklidesowej, w której sfera jest zanurzona.

### Własności linii geodezyjnych
W ogólnym przypadku rozmaitości riemannowskich własności geometryczne mogące zmieniać się nawet przy niewielkim przemieszczeniu z jednego punktu do innego. Linia geodezyjna jest zdefiniowana jako krzywa dla której krzywizna geodezyjna w każdym jej punkcie jest równa zeru.
Dowodzi się, że ze wszystkich krzywych leżących na rozmaitości topologicznej i mających wspólną styczną w danym punkcie rozmaitości, krzywa geodezyjna ma najmniejszą krzywiznę (w sensie 3).
W przypadku rozmaitości o niezerowej krzywiźnie (w sensie 1), geodezyjne są z punktu widzenia geometrii euklidesowej krzywymi niebędącymi prostymi (mają niezerową krzywiznę w sensie 3), np. na sferze są to okręgi kół wielkich. Na powierzchni bocznej walca geodezyjnymi są linie śrubowe oraz (szczególne przypadki) proste i okręgi.
Z punktu widzenia obowiązującej w danej rozmaitości geometrii absolutnej (na ogół geometrii nieeuklidesowej) krzywe geodezyjne są odpowiednikami prostych, zwykle spełniającymi te same aksjomaty, co proste w geometrii euklidesowej z wyjątkiem postulatu równoległości Euklidesa.

## Czasoprzestrzeń
(1) Czasoprzestrzeń opisywana przez Ogólną Teorię Względności (OTW) jest rozmaitością pseudoriemannowską.
(2) Punkt {\displaystyle x} czasoprzestrzeni jest czterowektorem mającym 4 współrzędne:
- czasową {\displaystyle x^{0}=c\,t} (gdzie {\displaystyle c} – prędkość światła, {\displaystyle t} – czas)
- współrzędne przestrzenne {\displaystyle x^{1},x^{2},x^{3},}

czyli {\displaystyle x=(x^{0},x^{1},x^{2},x^{3}).}
W skrócie współrzędne punktu oznacza się symbolem {\displaystyle x^{\mu },} gdzie domyślnie {\displaystyle \mu =0,1,2} lub {\displaystyle 3.}
(3) W zapisie równań OTW można wybrać dowolny układ współrzędnych, dlatego symbole {\displaystyle x^{1},x^{2},x^{3}} mają różne znaczenie w zależności od tego wyboru. Np.
- w układzie kartezjańskim {\displaystyle x^{1}=x,x^{2}=y,x^{3}=z,}
- w układzie sferycznym {\displaystyle x^{1}=r,x^{2}=\phi ,x^{3}=\theta .}

(4) Dowolną linię można zapisać w postaci układu równań parametrycznych {\displaystyle x^{\mu }(s),} gdzie {\displaystyle s} jest parametrem. Rolę parametru może pełnić np. czas {\displaystyle t.} Np. równania:
{\displaystyle x^{0}(t)=c\,t,}
{\displaystyle x^{1}(t)=v^{1}\,t,}
{\displaystyle x^{2}(t)=v^{2}\,t,}
{\displaystyle x^{3}(t)=v^{3}\,t,}
opisują ruch wzdłuż prostej w czasoprzestrzeni z prędkością
{\displaystyle v=(v^{1},v^{2},v^{3}).}

## Geodezyjne w czasoprzestrzeni

### Równanie geodezyjnej
Linie geodezyjne {\displaystyle x^{\lambda }(s)} łączące dwa punkty czasoprzestrzeni {\displaystyle x_{A}} oraz {\displaystyle x_{B}} w czasoprzestrzeni spełniają 4 równania różniczkowe:
{\displaystyle {\frac {d^{2}x^{\lambda }}{ds^{2}}}+\Gamma _{\mu \nu }^{\lambda }{\frac {dx^{\mu }}{ds}}{\frac {dx^{\nu }}{ds}}=0,\quad {}} {\displaystyle \lambda =0,1,2,3}
gdzie:
- {\displaystyle \Gamma _{\mu \nu }^{\lambda }} – symbole Christoffela: {\displaystyle \Gamma _{\mu \nu }^{\lambda }={\frac {1}{2}}g^{\lambda \rho }(\partial _{\mu }g_{\rho \nu }+\partial _{\nu }g_{\rho \mu }-\partial _{\rho }g_{\mu \nu }).}

### Wyprowadzenie równania
Równanie geodezyjnej można wyprowadzić kilkoma sposobami, np. z warunku, by krzywa nadawała wartość ekstremalną funkcjonałowi
{\displaystyle S[x(s)]=-mc\int _{x_{A}}^{x_{B}}\!\!ds=-mc\int _{x_{A}}^{x_{B}}\!\!{\sqrt {g_{\mu \nu }{\frac {dx^{\mu }}{ds}}{\frac {dx^{\nu }}{ds}}}},}
tzn. żąda się, by spośród wszystkich krzywych, łączących dane punkty czasoprzestrzeni długość krzywej {\displaystyle \int _{x_{A}}^{x_{B}}\!\!ds} była ekstremalna (co dla punktów odpowiednio blisko leżących oznacza minimum).
Powyższy układ równań ma jednoznaczne rozwiązanie dla danego punktu startowego {\displaystyle x^{\lambda }(s=s_{1})} oraz prędkości początkowej {\displaystyle {\dot {x}}^{\lambda }(s=s_{1})} w tym punkcie.

### Ruch po geodezyjnych jako ruch swobodny z czasoprzestrzeni
Z punktu widzenia mechaniki geodezyjne można traktować jako krzywe, po których poruszają się ciała w rozmaitości, nie poddane działaniu sił. Równanie geodezyjnej oznacza bowiem, że wektor przyspieszenia krzywej nie ma składowych w kierunkach stycznych do powierzchni – i dlatego wektor ten jest prostopadły do płaszczyzny stycznej do powierzchni w każdym punkcie krzywej. Dlatego ruch jest całkowicie określony przez zakrzywienie powierzchni. Ogólna Teoria Względności zakłada, że ciała poruszają się po geodezyjnych czasoprzestrzeni, przy czym jej zakrzywienie jest przejawem grawitacji.

## Przykład: Czasoprzestrzeń płaska
Czasoprzestrzeń płaska – to przestrzeń Minkowskiego mająca diagonalny tensor metryczny
{\displaystyle g_{\mu \nu }={\mbox{diag}}(1,-1,-1,-1).}
Ogólne równanie linii geodezyjnej redukuje się tu do postaci
{\displaystyle {\frac {d^{2}x^{\lambda }}{ds^{2}}}=0,}
co oznacza, że przyspieszenie ciała jest zerowe. Rozwiązanie tego równania przedstawia prostą euklidesową. Wynika stąd, że w płaskiej przestrzeni ciała, na które nie działają żadne siły, poruszają się po prostej euklidesowej.

## Przykład: Sfera – obliczenia tensora metrycznego
Na {\displaystyle 2}-wymiarowej sferze {\displaystyle S^{2}} o równaniu {\displaystyle (y^{1})^{2}+(y^{2})^{2}+(y^{3})^{2}=r^{2}} (gdzie {\displaystyle y^{1},y^{2},y^{3}} oznaczają współrzędne kartezjańskie), wygodnie jest wprowadzić współrzędne sferyczne {\displaystyle x^{1}=\theta ,} {\displaystyle x^{2}=\phi ,} tak że zachodzą związki:
{\displaystyle y^{1}=r\sin(\theta )\sin(\phi ),}
{\displaystyle y^{2}=r\sin(\theta )\cos(\phi ),}
{\displaystyle y^{3}=r\cos(\theta ).}
Element długości wyraża się przez różniczki:
{\displaystyle ds^{2}=(dy^{1})^{2}+(dy^{2})^{2}+(dy^{3})^{2}.}
Obliczając różniczki {\displaystyle dy^{1},dy^{2},dy^{3}} otrzymamy (przy tym przy obliczeniach zakładamy, że współrzędna {\displaystyle r} jest wielkością stałą, równą promieniowi sfery):
{\displaystyle dy^{1}=r\cos(\theta )d\theta \sin(\phi )+r\sin(\theta )\cos(\phi )d\phi ,}
{\displaystyle dy^{2}=r\cos(\theta )d\theta \cos(\phi )-r\sin(\theta )\sin(\phi )d\phi ,}
{\displaystyle dy^{3}=-r\sin(\theta )d\theta .}
Dokonując podstawienia tych różniczek do wzoru na {\displaystyle ds^{2}} otrzyma się:
{\displaystyle ds^{2}=r^{2}d\theta ^{2}+r^{2}\sin ^{2}(\theta )d\phi ^{2}.}
Porównując powyższy wynik z postacią różniczki odległości we współrzędnych krzywoliniowych
{\displaystyle ds^{2}=g_{i,j}dx^{i}dx^{j},}
gdzie {\displaystyle g_{i,j}} – współczynniki tensora metrycznego otrzyma się {\displaystyle g_{1,1}=r^{2},} {\displaystyle g_{1,2}=0,} {\displaystyle g_{2,1}=0,} {\displaystyle g_{1,1}=r^{2}sin^{2}\theta ,} czyli tensor metryczny zapisany w postaci tablicy ma postać:
{\displaystyle g_{i,j}={\begin{pmatrix}r^{2}&0\\0&r^{2}\sin ^{2}\theta \end{pmatrix}}.}
Aby dostać równanie różniczkowe geodezyjnej należy obliczyć wszystkie symbole Christoffela i wstawić je do ogólnego równania. Równanie linii geodezyjnej daje fragmenty okręgów kół wielkich.

## Czasoprzestrzeń wokół masywnego ciała
W czasoprzestrzeni zakrzywionej przez ciało sferycznie symetryczne tensor metryczny – zapisany w układzie współrzędnych sferycznych – ma postać
{\displaystyle g_{\mu \nu }={\begin{pmatrix}e^{\nu (r)}&0&0&0\\0&-e^{\lambda (r)}&0&0\\0&0&-r^{2}&0\\0&0&0&-r^{2}\sin ^{2}(\theta )\end{pmatrix}}.}
Elementy tensora {\displaystyle g_{\mu \nu }} nie zależą od współrzędnej {\displaystyle \phi .}
Z metryki tej oblicza się symbole Christoffela. Np. otrzymamy
{\displaystyle \Gamma _{00}^{1}={\frac {1}{2}}{\frac {d\nu }{dr}}e^{\nu -\lambda }.}
Element {\displaystyle g_{00}} tensora w rozpatrywanym polu wokół ciała wyraża się przez potencjał grawitacyjny {\displaystyle \varphi (r){:}}
{\displaystyle g_{00}=e^{\nu (r)}=1+{\frac {2\varphi (r)}{c^{2}}},}
przy czym w rozwiązaniu podanym przez Karla Schwarzschilda dla zagadnienia pola grawitacyjnego w pobliżu czarnej dziury mamy
{\displaystyle \varphi (r)=-G{\frac {M}{r}},}
gdzie {\displaystyle G} – uniwersalna stała grawitacyjna, {\displaystyle M} – masa czarnej dziury.
Interwał czasoprzestrzenny {\displaystyle ds} definiuje czas własny {\displaystyle ds=cd\tau .}
W przybliżeniu nierelatywistycznym, gdy prędkości ciała są niewielkie, wtedy {\displaystyle d\tau =dt} i równanie linii geodezyjnej daje równanie Newtona, gdy pomnożymy równanie linii geodezyjnej przez (dowolną) masę ciała. Otrzymujemy równanie Newtona cząstki w polu grawitacyjnym
{\displaystyle m{\frac {d^{2}x^{i}}{dt^{2}}}=-m\partial _{i}\varphi (r).}
W opisie ruchu ciał za pomocą wyżej przedstawionych równań ruchu przyspieszenie cząstki nie zależy od jej masy, a tylko od geometrii czasoprzestrzeni. Jest to słuszne, gdy źródło pola grawitacyjnego jest na tyle masywne, że ruch innych ciał nie wpływa na zmianę położenia źródła pola.